# Ахтямова, Халида Самиулловна
Халида́ Самиу́лловна Ахтя́мова (тат. Халидә Самиулла кызы Әхтәмова; 10 февраля 1929, Москва — 13 мая 2005) — советская и российская скрипачка, педагог, профессор. Заслуженная артистка РСФСР (1977).

## Биография
Халида Самиулловна Ахтямова родилась в Москве 10 февраля 1929 года.
Училась в Центральной музыкальной школе при Московской консерватории в классе профессора В. П. Ширинского.
Окончила Московскую государственную консерваторию имени П. И. Чайковского у профессора, народного артиста СССР Давида Ойстраха.
В 1953 году удостоена 1-й премии художественного конкурса 4-го Всемирного фестиваля молодёжи и студентов (Бухарест).
В 1957—1981 — солистка Московской государственной филармонии.
С 1971 — преподаватель, с 1978 — заведующая кафедрой скрипки и альта Российской академии музыки им. Гнесиных.
В разные годы входила в состав жюри различных Конкурсов: Международный конкурс скрипачей имени Яши Хейфеца, Детский конкурс «Щелкунчик».
Выступала с известными исполнителями и дирижёрами: Виктор Пикайзен, Кирилл Кондрашин, Леонид Блок, Маринэ Яшвили и др.

## Награды
- Заслуженный деятель искусств Российской Федерации (2001)[1].
- Заслуженная артистка РСФСР (1977).
- Благодарность Министра культуры Российской Федерации (6 февраля 2004) — за  многолетний плодотворный труд и большой вклад в развитие музыкального искусства[2].